# La Revanche d'une blonde (comédie musicale)
Pour les articles homonymes, voir Legally Blonde (homonymie).
La Revanche d'une blonde : Le Musical, ou simplement La Revanche d'une blonde, (Legally Blonde: The Musical, ou simplement Legally Blonde) est une comédie musicale de 2007 avec la musique et les paroles de Laurence O'Keefe et Nell Benjamin et un livret de Heather Hach. L'histoire est basée sur le roman Legally Blonde d'Amanda Brown et le film de 2001 du même nom. Il raconte l'histoire d'Elle Woods, une fille blonde qui ne vit que pour son petit ami. Abandonnée par celui-ci car pas suffisamment intellectuelle, elle le suit à Harvard pour le reconquérir. Apprenant à vivre pour elle-même, elle s'émancipe et devient major de sa promotion.
La Revanche d'une blonde a été créée lors des essais pré-Broadway à San Francisco, en Californie. En avril 2007, le spectacle a été transféré à Broadway, ouvrant avec des critiques mitigées et des ventes décevantes. Jerry Mitchell a mis en scène et chorégraphié. Le casting original mettait en vedette Laura Bell Bundy dans le rôle d'Elle, Christian Borle dans le rôle d'Emmett et Richard H. Blake dans le rôle de Warner. Il a reçu sept nominations aux Tony Awards et dix nominations au Drama Desk, mais n'en a remporté aucune. La production du West End a ouvert ses portes en janvier 2010 au Savoy Theatre. La production du West End a été nommée pour cinq Laurence Olivier Awards et en a remporté trois, dont le Prix de la meilleure nouvelle comédie musicale.

## Synopsis

### Acte I

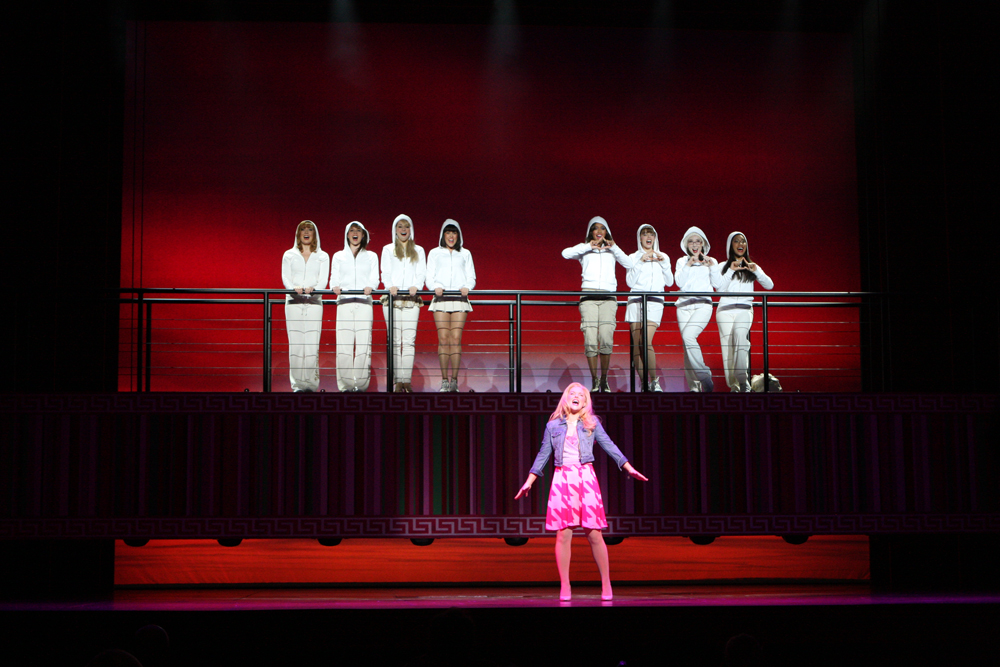
Scène de So Much Better

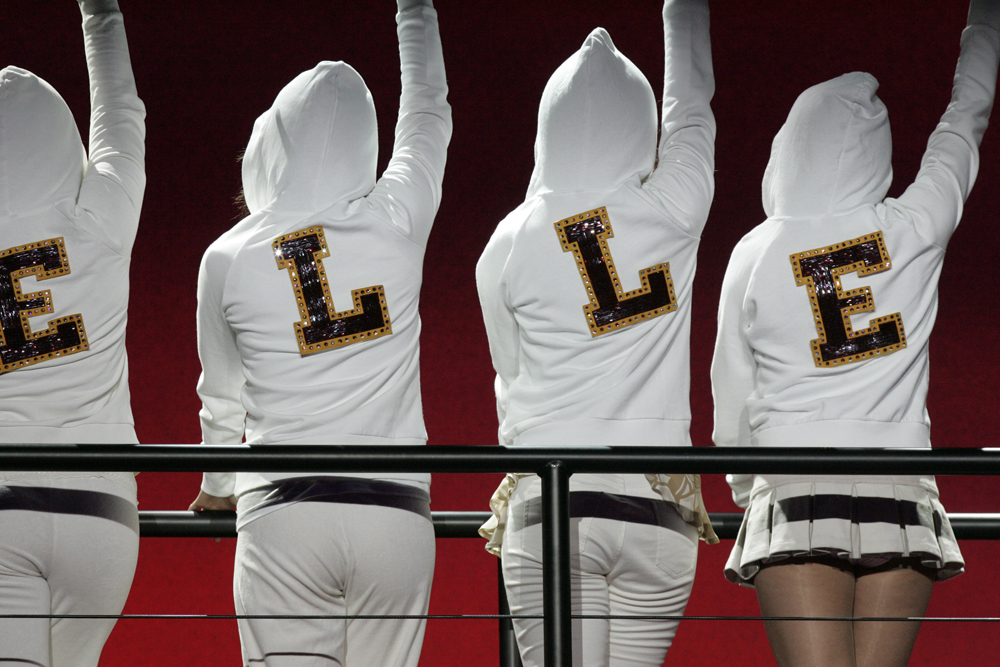
Les Delta Nu, portant le prénom de Elle dans leur dos.

Les filles de la sororité Delta Nu de l'Université de Californie à Los Angeles, menées par Margot, Serena et Pilar, célèbrent les fiançailles qui devraient se produire cette nuit-là de Warner Huntington III avec leur présidente de la sororité, Elle Woods, qui s'inquiète de trouver la robe parfaite pour l'occasion (Omigod You Guys). Une fois qu'elle a acquis la robe de ses rêves, Elle va dîner avec son petit ami Warner, où il lui dit qu'il a besoin de quelqu'un de plus sérieux et rompt avec elle (Serious). Elle est dévastée et boude pendant douze jours (Daughter Of Delta Nu), mais décide de suivre Warner à la faculté de droit de Harvard pour lui montrer qu'elle peut être sérieuse. Avec l'aide de Kate, sœur de Delta Nu, Elle étudie pour obtenir le test d'admission à la faculté. Au lieu d'écrire un essai personnel, Elle fait irruption dans les bureaux d'admission de Harvard soutenue par une équipe de pom-pom girls. Elle est acceptée après avoir révélé qu'elle est motivée par l'amour (What You Want).
Les camarades snob d'Elle désapprouvent sa tenue vestimentaire, et la seule personne qui est disposée à l'aider est l'assistant à l'enseignement de droit Emmett Forrest (The Harvard Variations). Cependant, il ne peut pas la protéger en classe du professeur Callahan (Blood In The Water). Callahan expulse Elle de la classe à la suggestion de sa camarade Vivienne Kensington, qui se trouve être la nouvelle petite amie de Warner. Cette "tragédie" convoque les apparitions des sœurs de Delta Nu, qui, agissant comme un chœur grec visible et audible uniquement par Elle, l'encourage à rester positive (Positive). Elle, estimant qu'être blonde est le problème, décide de devenir brune. Elle se dirige vers le salon de coiffure Hair Affair où elle rencontre l'esthéticienne Paulette, qui, après avoir parlé à Elle de son projet de teinture pour les cheveux, lui dit que lorsqu'elle est à terre, elle met son CD préféré, Celtic Moods, et rêve d'Irlande (Ireland). Au salon, Vivienne donne à Elle une invitation inattendue à une soirée costumée. Paulette envoie Elle avec un costume pour la fête avec des paroles d'encouragement (Ireland (Reprise)).

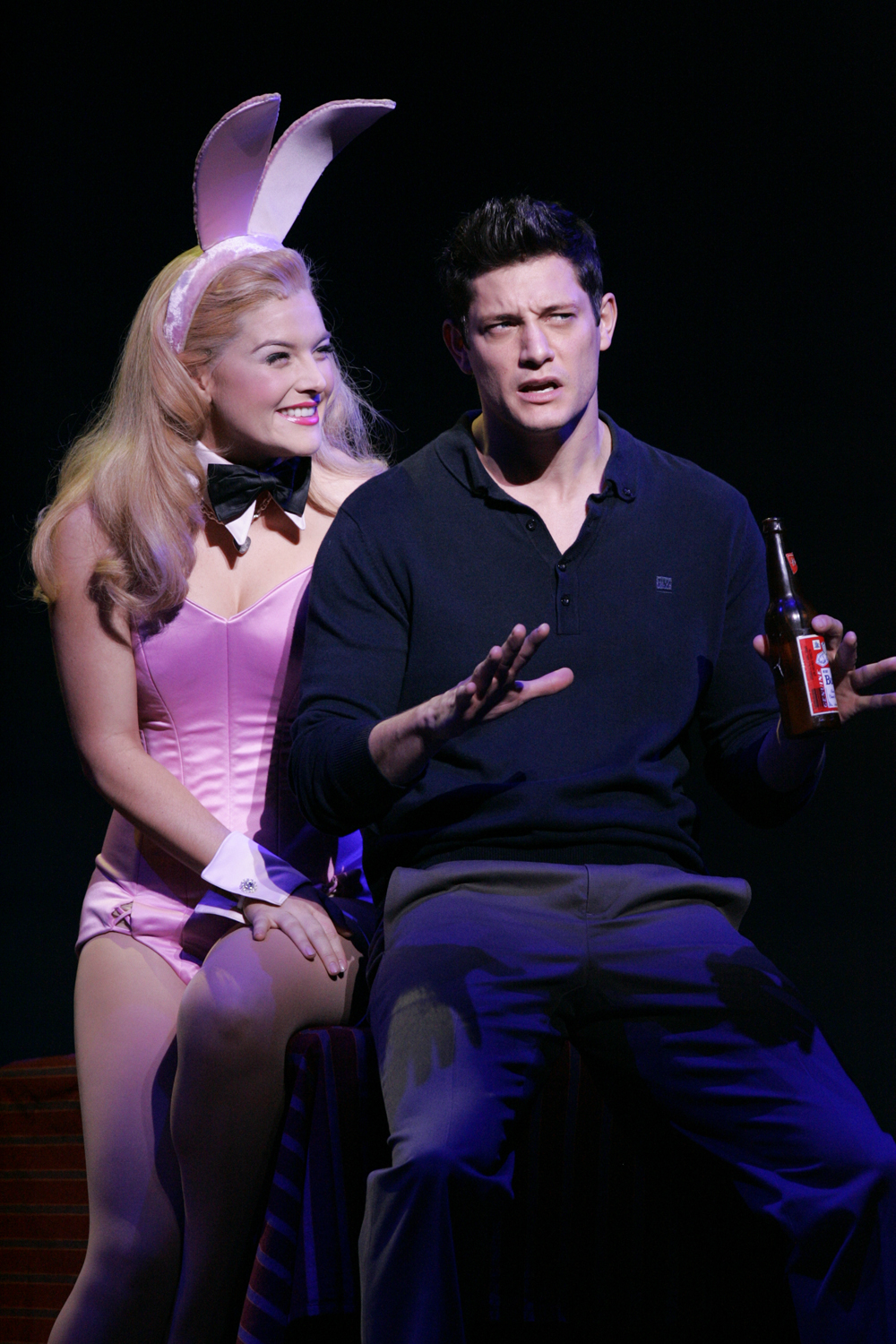
Lucy Durack et Rob Mills dans les rôles de Elle et Warner

En arrivant à la fête déguisée en lapin Playboy, Elle se rend vite compte qu'elle a été trompée par Vivienne car personne d'autre ne porte de costume. Malgré cela, elle cherche toujours Warner dans un effort pour le reconquérir, mais il reste peu impressionné (Serious (Reprise)). Elle quitte la fête pour rencontrer Emmett, qui a du mal à comprendre les problèmes d'amour d'Elle. Il demande à Elle d'évaluer ses priorités jusqu'à ce qu'elle se rende compte que c'est son obsession pour Warner qui l'empêche de gagner son respect (Chip On My Shoulder). Libérée de son besoin de plaire à Warner, elle le bat dans un débat en classe. Elle aide ensuite Paulette à récupérer son chien de l'ex-petit ami de Paulette, en utilisant le jargon juridique et en démontrant qu'elle commence à comprendre le droit. Avec Enid Hoopes, Warner et Vivienne remportent deux des postes de stage convoités de Callahan, et Warner propose à Vivienne sur place juste devant Elle. Vivienne accepte avec un baiser. Elle est dévastée, mais Emmett lui montre la liste des stages, révélant qu'Elle a également obtenu un poste de stagiaire. Elle se rend compte qu'elle n'a pas besoin d'un homme pour se sentir acceptée dans le monde, et qu'il lui suffit de croire en elle. Folle de joie, elle fait la fête, dissèque Warner, appelle sa mère pour lui annoncer la nouvelle et anticipe avec impatience le procès (So Much Better).

### Acte II
Le deuxième acte commence avec la reine du fitness Brooke Wyndham et la vidéo d'entraînement de son équipe de fitness, qui est visionnée par Elle, Callahan, Emmett, Vivienne, Warner et Enid (Whipped Into Shape). Callahan dit à l'équipe juridique que Brooke est accusée du meurtre de son mari milliardaire. À la prison, l'équipe juridique est incapable de convaincre Brooke de leur dire son alibi et elle refuse de plaider coupable. En apprenant qu'elles étaient toutes les deux sœurs Delta Nu, Brooke dit en privé à Elle son alibi : Brooke subissait une liposuccion, ce qui, si le public le découvrait, pourrait détruire son empire du fitness. Elle fait promettre à Elle de ne le dire à personne (Delta Nu Nu Nu). En raison de la loyauté d'Elle envers son client et du refus de déclarer l'alibi, Elle, et par conséquent Emmett, sont rejetées par le groupe.

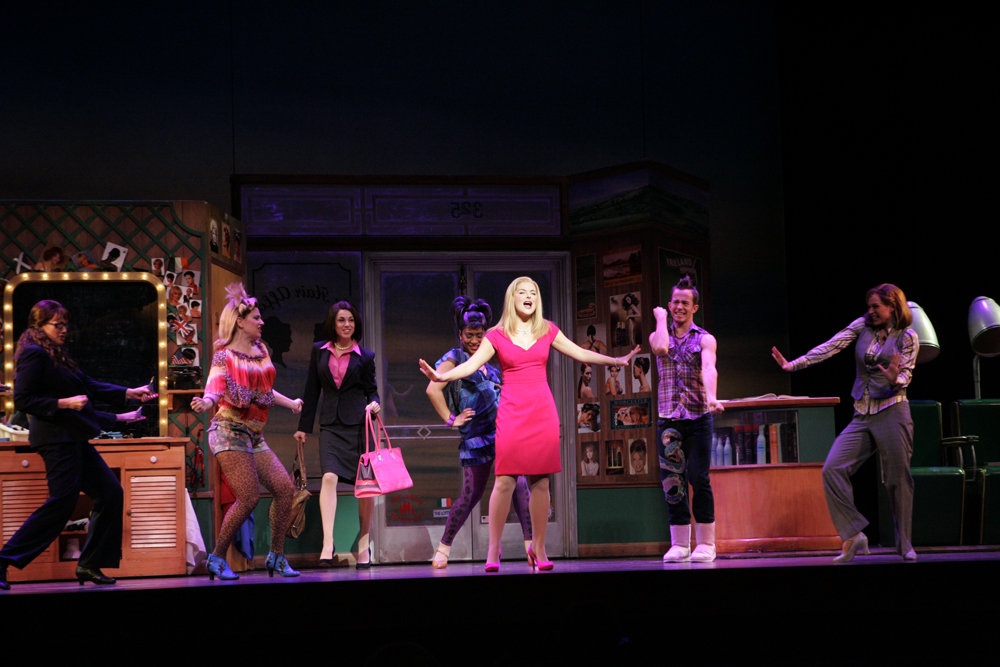
Bend and Snap

De retour à Hair Affair, Elle se fait manucurer lorsque Kyle entre dans le salon pour livrer un colis à Paulette, la laissant totalement émerveillée, mais sa faible confiance en elle l'empêche de bouger. Les filles de la sororité disent à Paulette d'utiliser le mouvement de danse "Bend and Snap" sur Kyle pour l'allumer, mais quand elle le fait, elle lui casse accidentellement le nez (Bend and Snap).
Lors du procès, Nikos, le garçon de piscine de Brooke, affirme avoir eu une liaison avec Brooke, lui donnant un motif pour le meurtre de son mari. Après avoir fait le Bend and Snap devant Nikos et obtenu aucune réponse, Elle soupçonne Nikos d'être gay, bien que Callahan et ses coéquipiers ne soient pas convaincus. Ses collègues estiment que sa flamboyance perçue pourrait bien être une différence culturelle car Nikos est européen. Emmett réussit à faire glisser Nikos et à déclarer que le nom de son petit ami est Carlos, bien que Nikos prétende qu'il a mal compris "petit ami" pour "meilleur ami". Carlos, lassé du secret de son petit ami gay, sort de la galerie et proclame l'homosexualité de Nikos. Nikos avoue qu'il est bel et bien gay et européen (There! Right There! (Gay or European?)).
Plus tard dans la nuit, dans le bureau de Callahan, les stagiaires célèbrent la réussite d'Elle. Callahan, contrarié par le comportement de Warner, envoie Warner pour aller chercher un café. Callahan renvoie Emmett et les autres stagiaires, mais demande à Elle de rester quelques instants. Callahan embrasse de force Elle, qui le gifle. À son tour, Callahan la congédie. Warner et Vivienne voient tous les deux le baiser à travers la porte de la pièce. Warner se détourne de colère, laissant Vivienne être la seule à être témoin de la gifle. Après le départ de Callahan, Warner rentre dans le bureau et se moque d'Elle, mais Vivienne lui dit de se taire et ils partent tous les deux. Elle vaincue se prépare à rentrer chez elle, bien qu'Emmett lui demande de rester, réalisant enfin qu'il est amoureux d'elle (Legally Blonde).
Elle se dirige vers Hair Affair pour dire au revoir à Paulette, mais avant qu'elle ne puisse partir, Vivienne et Enid la persuadent du contraire. Elle jette son costume bleu marine d'avocat, enfile une robe rose et ramène un défilé à la salle d'audience. Ils rencontrent Kyle sur le chemin, qui a pris goût à Paulette, et se révèle être irlandais. De retour au procès, Brooke congédie Callahan et embauche Elle (Legally Blonde Remix). La belle-fille de Brooke, Chutney, se rend à la barre des témoins et son témoignage est accablant, déclarant qu'après être sortie de la douche, elle a vu Brooke couverte du sang de son père. Après que Chutney ait déclaré avoir reçu une permanente le jour du meurtre, Elle se rend compte d'une faille dans l'alibi de Chutney et suggère que l'ensemble du tribunal devrait être déplacé sur les lieux du crime - la salle de bain où le meurtre a eu lieu (Scene of the Crime). En guise de démonstration, Elle demande à Paulette de donner une permanente à Enid et demande à Enid de se mettre sous la douche en entrant sur la scène du crime. S'appuyant sur sa connaissance de l'entretien capillaire. La démonstration est réussie alors qu'Enid sort de la douche avec des cheveux complètement aplatis, révélant que Chutney n'aurait pas pu se doucher immédiatement après avoir obtenu une permanente parce que sa permanente était encore intacte. Sous l'interrogatoire intense d'Elle, Chutney avoue qu'elle a tué son père, pensant que c'était Brooke (Omigod You Guys (Reprise)). Chutney est arrêté et Brooke est libérée.
Warner fait des avances à Elle, après avoir été largué par Vivienne. Elle refuse gentiment, affirmant avoir changé. Trois ans plus tard, Elle finit en tant que major de sa classe. Paulette dit au public qu'elle n'est pas du genre à se vanter de son statut de major, alors elle a décidé de permettre à Paulette de jouer Where Are They Now pendant son discours. Paulette dit qu'Enid pratique le droit de la famille, Vivienne s'entraîne pour le Peace Corps et Warner a abandonné le droit pour une carrière de mannequin. Callahan a été vaincu, et sa femme a embauché Emmett pour gérer leur divorce. Paulette a épousé Kyle, a eu deux enfants et est enceinte d'un troisième. Ils vivent à Worcester, Massachusetts, et Paulette a acheté un nouveau salon (Find My Way). À la fin de la remise des diplômes, Elle fait sa demande à Emmett, qui accepte (Finale).

## Numéros musicaux
| Acte I - Omigod You Guys – Elle, Serena, Margot, Pilar, les vendeuses et les Delta Nu - Serious – Warner et Elle - Daughter of Delta Nu – Serena, Margot, Pilar et les Delta Nu † - What You Want – Elle, Serena, Margot, Pilar, Kate, Elle's Parents, Grandmaster Chad et la troupe - The Harvard Variations – Emmett, Aaron, Enid, Padamadan et les étudiants d'Harvard - Blood in the Water – Callahan, Chad, Enid, Elle, Vivienne et les étudiants d'Harvard - Positive – Elle, Serena, Margot, Pilar et le chœur grec - Ireland – Paulette - Ireland (Reprise) – Paulette - Serious (Reprise) – Elle et Warner - Chip On My Shoulder – Elle, Emmett et le chœur grec - Run Rufus Run/Elle Reflects- Elle, Emmett † - So Much Better – Elle, le chœur grec et la troupe | Acte II - Whipped into Shape – Brooke, Callahan et la troupe - Delta Nu Nu Nu – Elle et Brooke † - Take It Like a Man – Elle, Emmett et les vendeuses - Kyle the Magnificent – Kyle - Bend and Snap – Elle, Paulette, Serena, Margot, Pilar, hairdressers, Kyle et la troupe - There! Right There! – Elle, Callahan, Emmett, Brooke, Vivienne, Warner, Enid, Judge, Nikos, Carlos et la troupe - Legally Blonde – Elle and Emmett - Legally Blonde Remix – Vivienne, Elle, Enid, Elle's Parents, Margot, Serena, Pilar, Brooke et la troupe - Scene of the Crime – Elle, Judge, Serena, Margot, Pilar et la troupe † - Omigod You Guys (Remix) – Elle, Brooke, Margot, Serena, Pilar, le juge et la troupe - Find My Way/Finale – Elle, Paulette, Emmett et la troupe |

† N'apparait pas dans l'enregistrement de la production originale de Broadway.
Dans sa première version, la comédie musicale a inclus une chanson appelée Love and War, mais lors de son transfert à Broadway, la chanson a été remplacée par ce qui est maintenant Positive.
Pendant l'étape de l'atelier de la comédie musicale, la chanson Good Boy existait dans ce qui allait devenir Ireland.

## Productions

### Broadway (2007–2008)

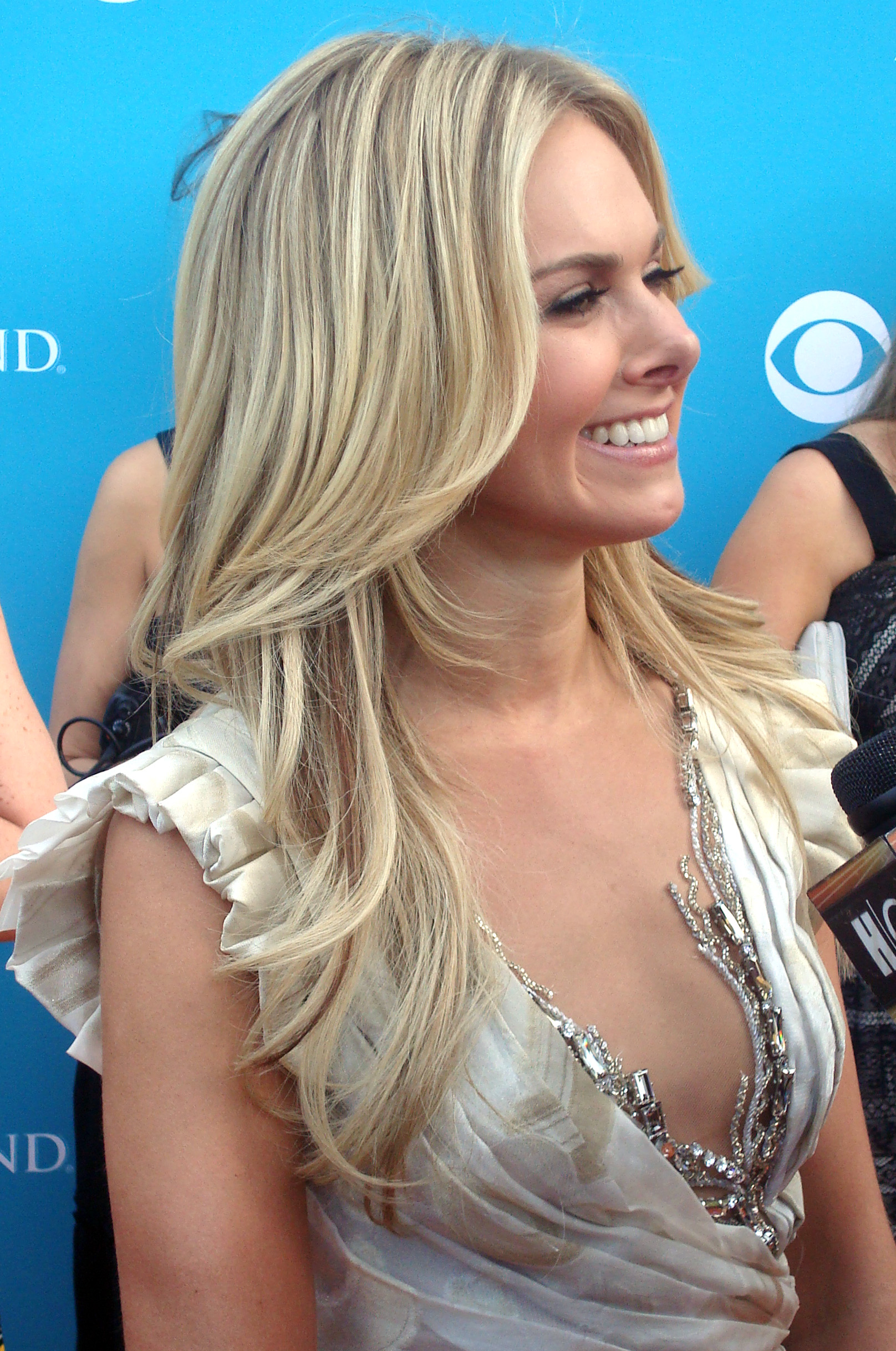
Laura Bell Bundy

Avant d'aller à Broadway, Legally Blonde a fait une courte période d'essai à San Francisco au Golden Gate Theatre du 23 janvier au 25 février 2007, avec une ouverture officielle le 5 février. 
Legally Blonde a ouvert à Broadway au Palace Theatre sur 29 avril 2007, après les avant-premières qui ont débuté le 3 avril. La production a été mise en scène et chorégraphiée par Jerry Mitchell, avec la scénographie de David Rockwell, la conception des costumes par Gregg Barnes et la conception de l'éclairage par Kenneth Posner et Paul Miller. Le casting original de Broadway comprenait Laura Bell Bundy dans le rôle principal d'Elle Woods aux côtés de Christian Borle, Orfeh et Michael Rupert. Le spectacle a reçu des critiques mitigées et a été nommé pour sept Tony Awards, y compris la meilleure partition originale et la meilleure actrice principale dans une comédie musicale, mais n'en a remporté aucune.
La comédie musicale a été tournée pour la télévision devant un public en direct le 18 septembre 2007, ainsi qu'à deux autres dates où elle a été tournée sans public. Les trois performances montées ensemble ont été diffusées sur MTV les 13 et 14 octobre 2007 avec des dates de diffusion ultérieures les 3 et 14 novembre 2007. L'implication de MTV dans la comédie musicale s'est poursuivie avec un programme de télé-réalité intitulé Legally Blonde: The Musical – The Search for Elle Woods, qui visait à sélectionner la prochaine actrice pour jouer Elle Woods à Broadway, en remplacement de Laura Bell Bundy. L'émission était animée par Haylie Duff et créée le 2 juin 2008 sur MTV. L'accent était mis sur toute la préparation et le coaching des candidats, ainsi que sur les auditions elles-mêmes. Le concours a été remporté par Bailey Hanks qui a fait ses débuts en tant que Elle Woods le 23 juillet
La production a pris fin le 19 octobre 2008 après avoir joué 30 avant-premières et 595 représentations régulières.

### Tournée Nord-Américaine
La première tournée nationale a commencé le 21 septembre 2008. Becky Gulsvig, qui est apparue dans l'ensemble de la distribution originale de Broadway a interprété le rôle d'Elle Woods. La tournée originale s'est terminée le 15 août 2010 à Vienna, Virginie au Wolf Trap National Park for the Performing Arts.

### West End (2009-2012)
La production de West End a ouvert au Savoy Theatre le 13 janvier 2010, après les aperçus du 5 décembre 2009,. Le casting original de Londres comprenait Sheridan Smith dans le rôle principal d'Elle Woods, avec Duncan James, Alex Gaumond, Jill Halfpenny et Peter Davison. Dans la production de Londres, les paroles de Ireland ont été changées.
Legally Blonde a été le premier spectacle du West End à proposer une loterie de billets. La tendance est populaire à Broadway, mais n'a jamais été utilisée pour une production du West End. Le spectacle avait pris 2 millions de livres sterling en ventes anticipées avant son ouverture officielle. Il a prolongé sa période de réservation de la date antérieure d'octobre 2011 au 31 mars 2012.
Susan McFadden a remplacé Sheridan Smith le 10 janvier 2011. McFadden a ensuite été remplacé par Carley Stenson le 11 juillet 2011. Parmi les autres remplaçants notables figurent Richard Fleeshman et Ben Freeman dans le rôle de Warner, Denise Van Outen et Natalie Casey dans le rôle de Paulette, Lee Mead et Stephen Ashfield dans le rôle d'Emmett, Carley Stenson dans le rôle de Margot et Siobhan Dillon dans le rôle de Vivienne.
Le spectacle de West End a remporté trois Laurence Olivier Awards le 13 mars 2011 - "Meilleure nouvelle comédie musicale", "Meilleure actrice dans une comédie musicale" (Sheridan Smith) et "Meilleure performance dans un second rôle dans une comédie musicale" (Jill Halfpenny).
Le spectacle a fermé à Londres le 7 avril 2012, après 974 représentations,.

### Tournée nationale au Royaume-Uni
La première tournée au Royaume-Uni a débuté le 8 juillet 2011 au Liverpool Empire Theatre. Le casting comprenait Faye Brooks dans le rôle d'Elle, Dave Willetts dans le rôle du professeur Callahan et Iwan Lewis dans le rôle d'Emmett. Liz McClarnon a d'abord joué Paulette, suivie de Claire Sweeney.
Le dernier spectacle de la tournée britannique a été présenté au New Wimbledon Theatre le 6 octobre 2012.

### Production australienne (2012)

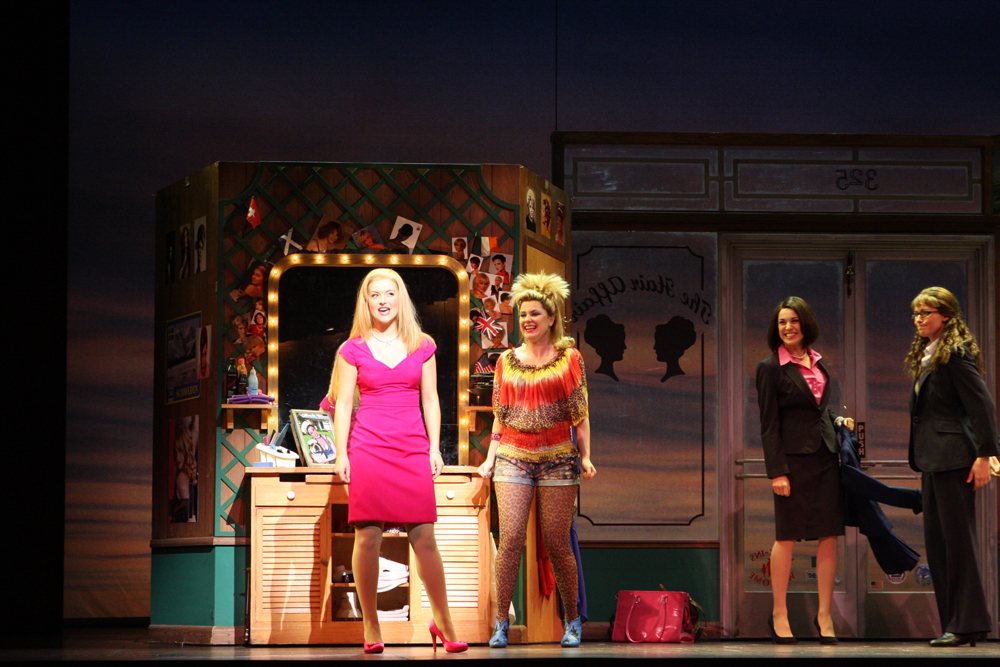
Lucy Durack et Helen Dallimore dans la production australienne.

La production australienne a commencé les avant-premières en septembre 2012 au Lyric Theatre de Sydney, avant d'ouvrir le 4 octobre 2012.
La production a conclu sa course au Princess Theatre de Melbourne le 14 juillet 2013. Le spectacle a remporté cinq prix Helpmann, dont celui de la meilleure comédie musicale.

### Productions internationales
Legally Blonde a eu des productions internationales en Corée du Sud, en Chine, en Malaisie, au Japon, aux Pays-Bas, aux Philippines, en Suède, en Finlande, en Autriche, en République dominicaine, en Nouvelle-Zélande et en Allemagne,,,,,,.
En France, une production en langue française a ouvert le 17 mai 2012 au Palace à Paris avec dans le rôle de Elle Woods, Aurore Delplace, dans le rôle d'Emmett, Julien Salvia, et dans le rôle de Paulette, Lina Lamara. Le spectacle est un flop commercial et a fermé le 10 juin 2012 après seulement trois semaines en raison du manque de spectateurs.

## Récompenses et nominations

### Production originale de Broadway
| Année | Récompense                                     | Catégorie                                                      | Nomination                            | Résultat   |
| ----- | ---------------------------------------------- | -------------------------------------------------------------- | ------------------------------------- | ---------- |
| 2007  | Actors' Equity Association                     | Outstanding Broadway Chorus                                    |                                       | Lauréat    |
| 2007  | Drama Desk Award                               | Outstanding Musical                                            | Outstanding Musical                   | Nomination |
| 2007  | Drama Desk Award                               | Outstanding Book of a Musical                                  | Heather Hach                          | Nomination |
| 2007  | Drama Desk Award                               | Outstanding Actress in a Musical                               | Laura Bell Bundy                      | Nomination |
| 2007  | Drama Desk Award                               | Outstanding Featured Actor in a Musical                        | Christian Borle                       | Nomination |
| 2007  | Drama Desk Award                               | Outstanding Featured Actress in a Musical                      | Orfeh                                 | Nomination |
| 2007  | Drama Desk Award                               | Outstanding Choreography                                       | Jerry Mitchell                        | Nomination |
| 2007  | Drama Desk Award                               | Outstanding Director of a Musical                              | Jerry Mitchell                        | Nomination |
| 2007  | Drama Desk Award                               | Outstanding Lyrics                                             | Laurence O'Keefe et Nell Benjamin     | Nomination |
| 2007  | Drama Desk Award                               | Outstanding Music                                              | Laurence O'Keefe et Nell Benjamin     | Nomination |
| 2007  | Drama Desk Award                               | Outstanding Set Design of a Musical                            | David Rockwell                        | Nomination |
| 2007  | Drama League Award                             | Distinguished Production of a Musical                          | Distinguished Production of a Musical | Nomination |
| 2007  | Drama League Award                             | Distinguished Performance                                      | Laura Bell Bundy                      | Nomination |
| 2007  | Drama League Award                             | Distinguished Performance                                      | Christian Borle                       | Nomination |
| 2007  | Outer Critics Circle Award                     | Best Featured Actress in a Musical                             | Orfeh                                 | Nomination |
| 2007  | Tony Awards                                    | Best Book of a Musical                                         | Heather Hach                          | Nomination |
| 2007  | Tony Awards                                    | Best Original Score                                            | Laurence O'Keefe et Nell Benjamin     | Nomination |
| 2007  | Tony Awards                                    | Best Performance by an Actress in a Lead Role in a Musical     | Laura Bell Bundy                      | Nomination |
| 2007  | Tony Awards                                    | Best Performance by an Actor in a Featured Role in a Musical   | Christian Borle                       | Nomination |
| 2007  | Tony Awards                                    | Best Performance by an Actress in a Featured Role in a Musical | Orfeh                                 | Nomination |
| 2007  | Tony Awards                                    | Best Choreography                                              | Jerry Mitchell                        | Nomination |
| 2007  | Tony Awards                                    | Best Costume Design of a Musical                               | Gregg Barnes                          | Nomination |
| 2008  | Daytime Emmy Award (for the televised version) | Outstanding Special Class Directing                            | Beth McCarthy-Miller                  | Nomination |
| 2008  | Daytime Emmy Award (for the televised version) | Outstanding Special Class Special                              | Outstanding Special Class Special     | Nomination |

### Tournée Nord-Américaine
| Année | Récompense              | Catégorie                                            | Nomination                          | Résultat   |
| ----- | ----------------------- | ---------------------------------------------------- | ----------------------------------- | ---------- |
| 2009  | Helen Hayes Award       | Outstanding Performance in a Non-Resident Production | Becky Gulsvig                       | Nomination |
| 2009  | Touring Broadway Awards | Best New Touring Musical                             | Best New Touring Musical            | Lauréat    |
| 2009  | Touring Broadway Awards | Best Design of a Touring Production                  | Best Design of a Touring Production | Lauréat    |
| 2009  | Touring Broadway Awards | Best Choreography of a Touring Production            | Jerry Mitchell                      | Lauréat    |

### Production originale West End
| Année | Récompense                      | Catégorie                                          | Nomination       | Résultat   |
| ----- | ------------------------------- | -------------------------------------------------- | ---------------- | ---------- |
| 2010  | Evening Standard Theatre Awards | Best Musical                                       | Best Musical     | Nomination |
| 2010  | Evening Standard Theatre Awards | Best Actress                                       | Sheridan Smith   | Nomination |
| 2011  | Laurence Olivier Award          | Best New Musical                                   | Best New Musical | Lauréat    |
| 2011  | Laurence Olivier Award          | Best Actor in a Musical                            | Alex Gaumond     | Nomination |
| 2011  | Laurence Olivier Award          | Best Actress in a Musical                          | Sheridan Smith   | Lauréat    |
| 2011  | Laurence Olivier Award          | Best Performance in a Supporting Role in a Musical | Jill Halfpenny   | Lauréat    |
| 2011  | Laurence Olivier Award          | Best Theatre Choreographer                         | Jerry Mitchell   | Nomination |